# Srebrnasta preslica
Srebrnasta preslica, lupinarka, visoka pečurka ili srebrnasta ovojnača (lat. Amanita mairei) je vrsta jestive gljive iz roda Amanita. 

## Opis
- Klobuk srebrnaste preslice je širok od 4 do 10 centimetara, zvonolik, poslije otvoren, po suhom vemenu srebrnosjajan, gol, bez ostataka ovoja; ponekad ostane na vrhu veliki komad bijelog ovoja; na sredini izraženo ispupčen; rub je osobito rebrast, odnosno nažlijebljen.
- Listići su bijeli, gusti, slobodni i mekani.
- Stručak je visok od 6 do 12 centimetara, tanak, nježan, prema vrhu tanji, sitno pahuljast, bijele boje ili malo srebrnast: izraste duboko iz zemlje iz bijelog ovoja, bez vjenčića.
- Meso je bijelo, glatko, bez mirisa.
- Spore su bijele, okrugle, 10 – 12 μm.

## Stanište
Raste u bjelogoričnim šumama, uz rubove šuma i po šumskim čistinama u manjim skupinama od ljeta do kraja jeseni.

## Upotrebljivost
Srebrnasta preslica je jestiva, izvanredno ukusa; prije upotrebe gljive treba iskuhati i odliti vodu. Srebrnasta preslica je sirova škodljiva. Srebrnasta preslica je izvanredno ukusna gljiva i prava je poslastica za najveće sladokusce.

## Sličnosti
Srebrnasta preslica je srodna smrtno otrovnim pupavkama. Potreban je velik oprez kod sasvim mladih plodišta jer je vrlo lako možemo zamijeniti smrtno otrovnom panterovom muharom i isto tako otrovnom zelenom pupavkom. Međutim, osobito vidljiv narebrani rub klobuka kod svih varijacija preslica, te stručak bez jakog zadebljanja i bez vjenčića bitne su značajke po kojima se preslica razlikuje od navedenih smrtno otrovnih gljiva. 

## Slike
|  |  |  |  |  |
|  |  |  |  |  |